# 胡安·埃斯特万·佩德内拉
胡安·埃斯特万·佩德内拉（西班牙語：Juan Esteban Pedernera，1796年—1886年）曾任临时阿根廷总统（1861年短期）。他年轻时在一个方济各会修道院里学习，后辍学参加何塞·德·圣马丁领导的骑兵掷弹兵团。1815年，他参加了智利的查卡布科和迈普战役，后被西班牙人监禁，但他设法逃脱和回到他的军队。
1826年他参加了阿根廷与巴西的战争，后在内战中他加入了由何塞·马里亚·帕斯将军指挥的一元党。此后流亡，罗萨斯政权倒台后回到阿根廷，任圣路易省参议员，1859年任圣路易省省长。1860年他当选副总统，圣地亚哥·德尔基总统辞职后任临时代理总统，1882年他被晋升为中将。
| 前任： 萨尔瓦多·M·德尔卡里尔 | 阿根廷副总统 1860–1861 | 繼任： 马科斯·帕斯     |
| 前任： 圣地亚哥·德尔基       | 临时阿根廷总统 1861年  | 繼任： 巴托洛梅·米特雷 |